# Friedrich Georg Weitsch
Friedrich Georg Weitsch (Braunschweig, 8 agosto 1758 – Berlino, 30 maggio 1828) è stato un pittore tedesco.

## Biografia

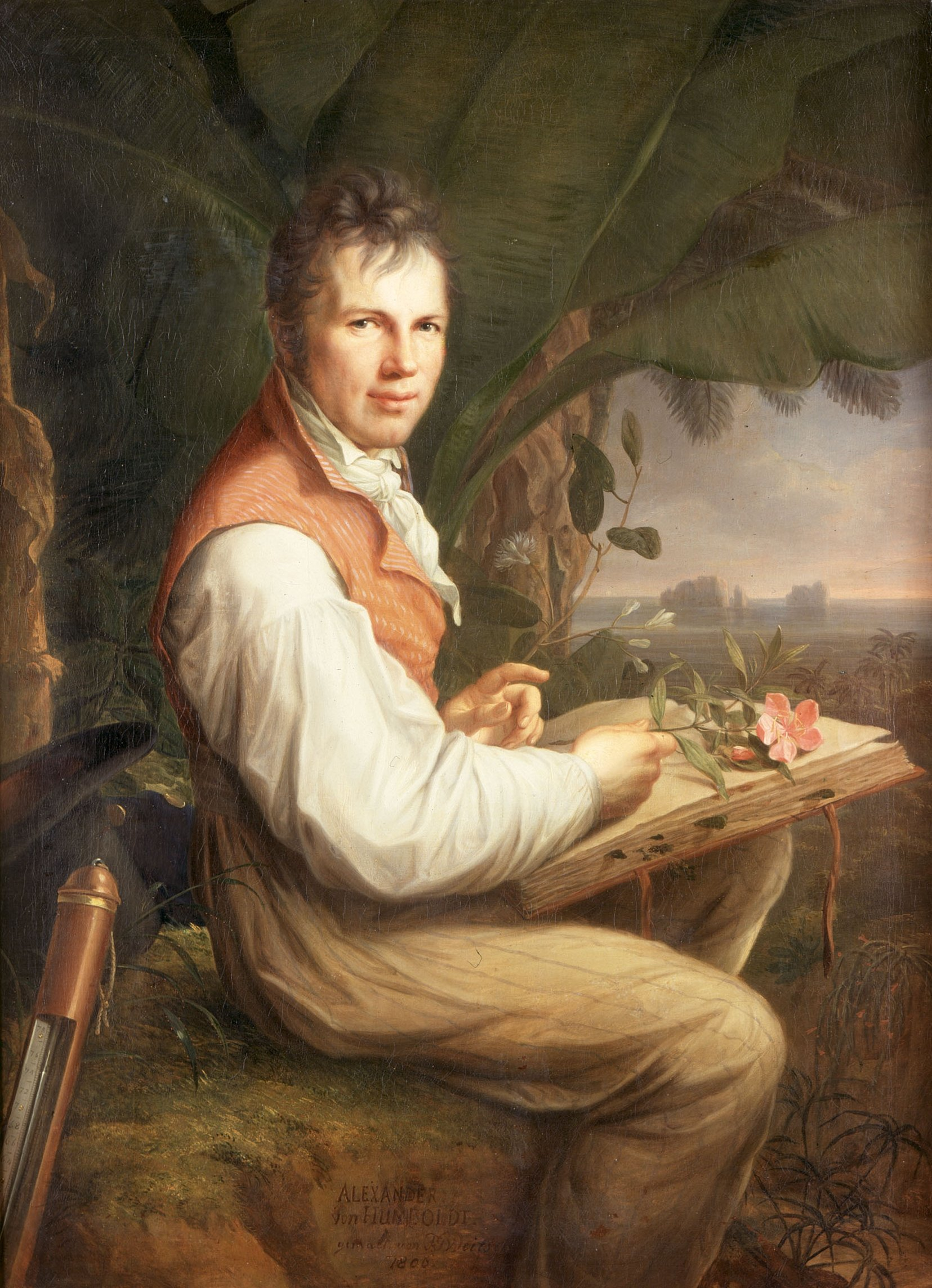
Friedrich Georg Weitsch: ritratto di Alexander von Humboldt, (1806). Alte Nationalgalerie.

Figlio di Pascha Johann Friedrich Weitsch (1723–1803), studiò alla Kunstakademie Düsseldorf, dopo aver viaggiato ad Amsterdam e in Italia tra il 1784 e il 1787, diventò pittore di corte di Carlo Guglielmo Ferdinando di Brunswick-Wolfenbüttel.
Diventò successivamente, nel 1798, direttore della Preußische Akademie der Künste. Si sposò nel 1794 con Christiane Elisabeth Schröder e non ebbe figli. Molte delle sue opere sono conservate nel Braunschweigischen Landesmuseums e Herzog Anton Ulrich-Museums.